# 橫紋神仙魚
埃及神仙魚（学名：Pterophyllum altum）又稱高身神仙魚，為神仙魚屬的一種。

## 分布
本魚分布於南美洲哥倫比亞、委內瑞拉的奧里諾科河流域。

## 特徵
本魚體成圓盤狀，野生品種的自然色為銀褐色，魚體上具有數道深色直條紋，從背鰭延伸至臀鰭，條紋之間有一些深色斑點，最大的特徵是吻部上方前額裡的凹槽，雄魚長長的背鰭和臀鰭上長有延伸的鰭條，體長可達18公分多。

## 生態
本魚棲息在具有蘆葦的水域，常在蘆葦莖部游動。當牠在植物間休息時，其體色成為良好的保護色。屬雜食性，性情溫和。

## 經濟利用

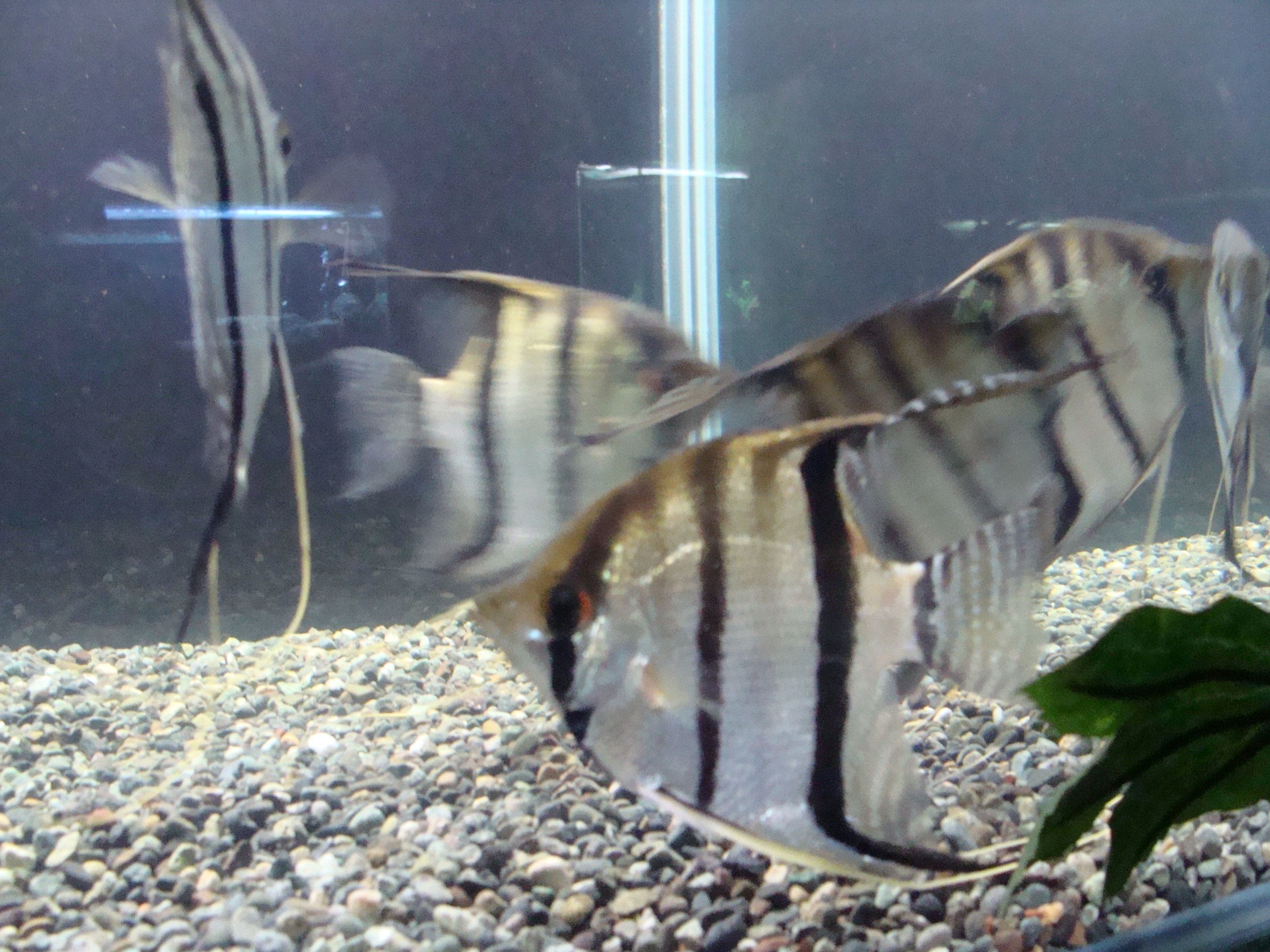
横纹神仙鱼

屬於高價值的觀賞魚，應儘可能地養在深水魚缸裡。